# Argo Meresaar
Argo Meresaar, né le 13 janvier 1980 à Pärnu, est un joueur, puis entraîneur estonien de volley-ball.

## Carrière
Après avoir commencé sa carrière avec le club du Pärnu VK (1996-2004), il joue une saison en Russie avec Neftyanik Yaroslavl. De retour en Estonie, il joue pour Tartu Volleyball (2005-2007), Pärnu VK (2007-2008), Selver Tallinn (2008-2013), Pärnu VK (2013-2015). Depuis 2015, il est entraîneur adjoint au Tartu Volleyball.
Sélectionné 121 fois en équipe d'Estonie (2000-2014), il a été désigné cinq fois meilleur joueur de volley d'Estonie (2000, 2001, 2002, 2003 et 2009).

### Palmarès
- Champion d'Estonie : 2000, 2001, 2002, 2003, 2004 (Pärnu VK), 2006, 2014 (Tartu Volleyball), 2009, 2010, 2011, 2013 (Selver Tallinn).
- Vice-champion d'Estonie : 1997, 1999 (Pärnu VK), 2007, 2015 (Tartu Volleyball), 2012 (Selver Tallinn).
- Vainqueur de la coupe d'Estonie : 2000, 2001, 2002, 2003 (Pärnu VK), 2005 (Pere Leib Tartu), 2009, 2010, 2011 (Selver Tallinn).
- Finaliste de la coupe d'Estonie : 1998 (Pärnu VK), 2006, 2013 (Tartu Volleyball), 2008, 2012 (Selver Tallinn).
- Champion de la Ligue Schenker : 2009, 2010, 2011 (Selver Tallinn).
- Vice-champion de la Ligue Schenker : 2006, 2014 (Tartu Volleyball), 2012 (Selver Tallinn) .